# Saint-Aubin La Salle
 (août 2015).
Si vous disposez d'ouvrages ou d'articles de référence ou si vous connaissez des sites web de qualité traitant du thème abordé ici, merci de compléter l'article en donnant les références utiles à sa vérifiabilité et en les liant à la section « Notes et références ».
Saint-Aubin La Salle est un groupe scolaire privé français issu de la fusion de Saint-Julien - La Baronnerie à  Saint-Sylvain-d'Anjou et l'Institution Jeanne d'Arc situé rue Joubert à Angers, il est sous contrat d'association avec le ministère de l'Éducation nationale et l'Académie de Nantes.
Implanté près du parc des expositions d'Angers et de l'Amphitéa, au Nord-Est d'Angers, dans la commune de Verrière-en-Anjou, il offre à un millier de jeunes, neuf filières générales (scientifique, littéraire, économique et social), technologiques et professionnelles (maîtrise de l'énergie, mécanique-microtechnique, comptabilité-gestion, plasturgie-outillage, informatique et réseaux, structures métalliques, électricité-électrotechnique, électronique).

## Histoire
(novembre 2014).
L'origine lasallienne de l'établissement (145 établissements en France) date de la fin du XVIIIe siècle.
Le transfert d'une partie de l'Institution Saint-Julien situé à Angers-Centre vers le Nord-Est d'Angers est effectué en 1958.

### Dates importantes

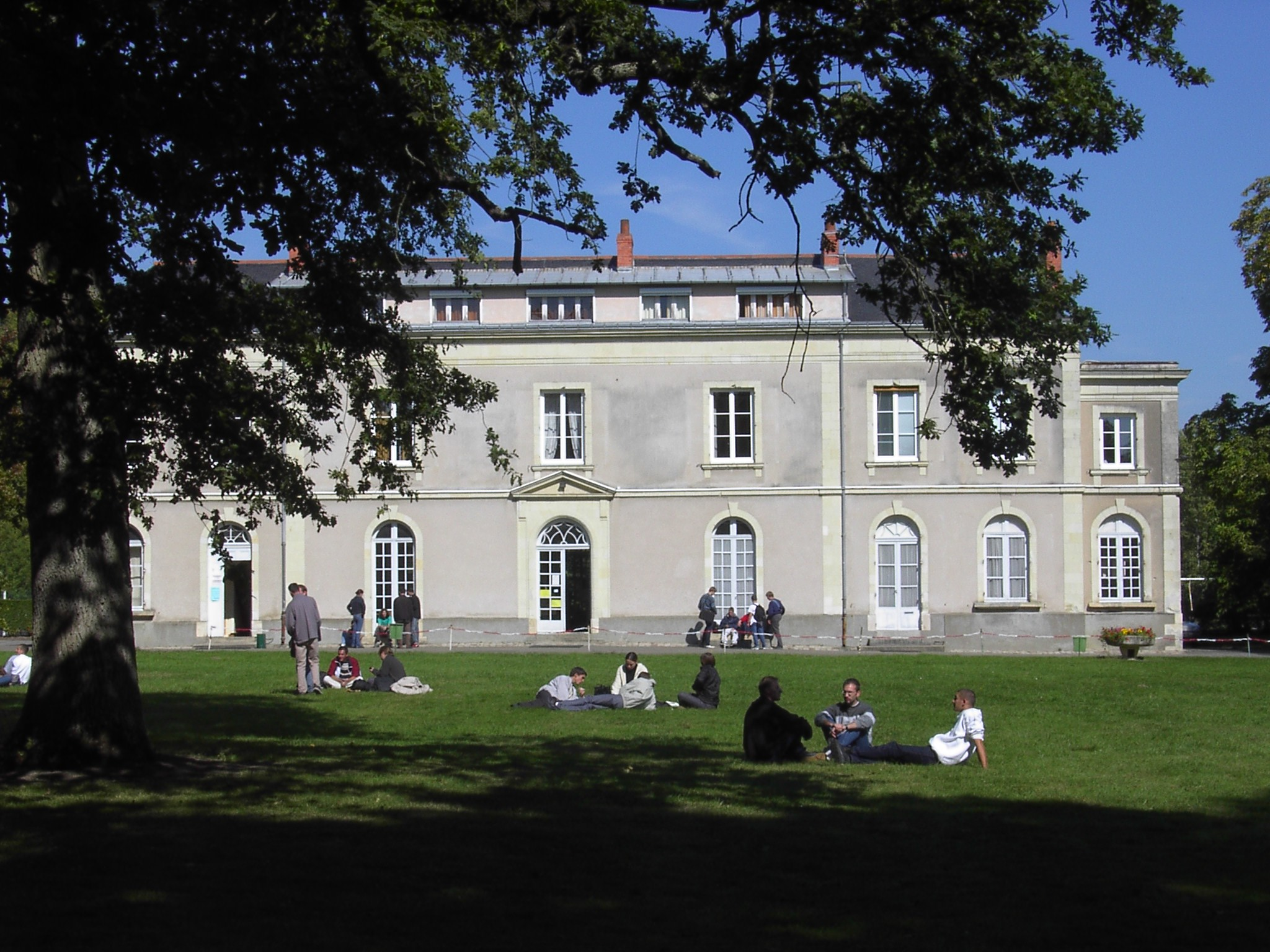
Le château de la Baronnerie

- 1958, ouverture de l'École technique Saint-Julien - La Baronnerie
- 1960, arrivée des classes terminales de Saint-Julien, rue Chevreul.
- 1962, ouverture du CEP
- 1966, ouverture des BEP.
- 1968, arrivée de la section commerciale, venant de Saint-Maurice.
- 1978, ouverture de la première section de BTS.
- 1987, création de l'ISAIP à Saint-Barthélemy-d'Anjou.
- 1990, ouverture d'un centre d'apprentissage à Saint-Barthélemy-d'Anjou.
- 1992, création du centre Charles de Foucauld, classes de CPGE. Filière scientifique : PTSI PT
- 2005, ouverture d'une licence professionnelle « Sciences et technologies de la maîtrise de l'énergie et des énergies Renouvelables » avec l'Université d'Angers.
- 2010, ouverture de l'option d'expérimentation en seconde : création et culture design dans le but de mieux lier l'industriel et l'artistique.
- 2011, fusion entre l'Institution Jeanne d'Arc et La Baronnerie pour créer un grand pôle de l’enseignement catholique, de la maternelle à bac +3[3].
- 2012, le nom du nouvel établissement est Saint-Aubin La Salle[4]
- 2013, première rentrée commune dans les locaux rénovés.
- 2020, début de la terminale par alternance en filière professionnelle.
- 2022, incendie de la toiture du bâtiment administratif. D'autres bâtiments sont affectés par les eaux d'extinction[5].

## Formations

### Lycée général
À partir d'une seconde générale et technologique, l'établissement offre :
- La série S, avec le bac S option "Sciences de l'Ingénieur" ou "Sciences de la Vie et de la Terre
- La série L
- La série ES.

### Lycée technologique
À partir d'une seconde générale et technologique, l'établissement offre :
- La série STMG

- La série STI2D
  - EE : Énergie et Environnement ;
  - ITEC : Innovation Technologique et Éco-Conception ;
  - SIN : Système d’Information et Numérique.

### Lycée professionnel
- Bac pro (Electrotechnique Énergies et Equipements Communicants, Plasturgie, Technicien outilleur, Microtechniques, Systèmes Electroniques et Numériques)
- 3e PVP (Préparation à la Voie Professionnelle)

### Classes préparatoires aux grandes écoles
Les classes préparatoires de Saint-Aubin La Salle (anciennement dénommées Charles de Foucauld) ont, depuis 1992, permis à de nombreux élèves d'intégrer une école d'Ingénieurs. Ces classes proposent la filière PTSI / PT (Physique Technologie Sciences de l'Ingénieur).

### Centre de formation par apprentissage
Le CFA a été créé en 1990 par la région Pays de la Loire sous l'impulsion des professionnels régionaux[réf. nécessaire] et du lycée La Baronnerie. Il propose en 2012 plusieurs formations par la voie de l'apprentissage (alternative de formation pour les jeunes souhaitant poursuivre leurs études d'une autre manière qu'en formation initiale) :
- Le CFA propose actuellement 4 BTS (brevet de technicien supérieur) en apprentissage :
  - BTS ELECTROTECHNIQUE
  - BTS CONCEPTION DES PROCESSUS de REALISATION de PRODUITS (CPRP) Option Production unitaire
  - BTS EUROPLASTICS et COMPOSITES Option Conception d'outillages (CO) et Option Pilotage et Optimisation de la Production (POP)
  - BTS SYSTEMES NUMERIQUES Option Electronique et communication
- Pour ces BTS, l'alternance est de 2 semaines en entreprise et 2 semaines en centre de formation sur 2 ans.
- pour plus de renseignements : www.saintaubinlasalle.fr

Plus de 100 apprentis suivent chaque année leur formation au sein du CFA avec le concours des industriels de la région.

### Centre de formation continue
Depuis plus de 30 ans, le partenariat avec les entreprises du Maine-et-Loire, permet à l'établissement de proposer des formations spécifiques en adéquation avec les besoins angevins. Les domaines de compétences sont :
- Génie mécanique (Usinage Traditionnel, Usinage CN, Outillage, Structure Métallique, Soudure, CAO-DAO-CFAO)
- Plasturgie (Les Matériaux, L'injection, Le thermoformage, L'extrusion filière, L'extrusion-soufflage, L'extrusion-gonflage)
- Génie électrique (Électrotechnique, Automatisme, Maintenance, Électronique)
- Informatique (Configuration matérielle, Outils bureautique, SGBD, Langage évolué)
- Métier de la Production (Opérateur polyvalent de production, Pilote de ligne automatisée).

## Classement du lycée
En 2015, le lycée se classe 18e sur 28 au niveau départemental quant à la qualité d'enseignement, et 1541e au niveau national. Le classement s'établit sur trois critères : le taux de réussite au bac, la proportion d'élèves de première qui obtient le baccalauréat en ayant fait les deux dernières années de leur scolarité dans l'établissement, et la valeur ajoutée (calculée à partir de l'origine sociale des élèves, de leur âge et de leurs résultats au diplôme national du brevet).
En 2018, le lycée est 19e sur 29 au niveau départemental et 1332e au niveau national selon le journal L'Express. Le classement se base sur le taux de réussite au bac par séries, le taux de mention, le taux d'accès de la seconde au bac, le taux d'accès de la première au bac ainsi que le pourcentage de bacheliers parmi les sortants de chaque niveau.

## Classement des CPGE
Le classement national des classes préparatoires aux grandes écoles (CPGE) se fait en fonction du taux d'admission des élèves dans les grandes écoles.
En 2015, L'Étudiant donnait le classement suivant pour les concours de 2014 :
| Filière | Élèves admis dans une grande école* | Taux d'admission* | Taux moyen sur 5 ans | Classement national | Évolution sur un an |
| --- | ----------------------------------- | ----------------- | -------------------- | ------------------- | ------------------- |
| PT / PT* | 2 / 22 élèves                       | 9 %               | 21 %                 | 51e sur 62          | 11                  |
| Source : Classement 2015 des prépas - L'Étudiant (Concours de 2014). * le taux d'admission dépend des grandes écoles retenues par l'étude. En filières scientifiques, c'est un panier de 11 à 17 écoles d'ingénieurs qui a été retenu par L'Étudiant selon la filière (MP, PC, PSI, PT ou BCPST). |                                     |                   |                      |                     |                     |

## Les directeurs Saint-Aubin-La-Salle
| Directeurs du lycée Saint-aubin-la-salle | Directeurs du lycée Saint-aubin-la-salle | Directeurs du lycée Saint-aubin-la-salle | Directeurs du lycée Saint-aubin-la-salle |
| Identité                                 | Période                                  | Période                                  |                                          |
| ---------------------------------------- | ---------------------------------------- | ---------------------------------------- | ---------------------------------------- |
| Frédéric MOUREAUX                        | Juillet 2021                             |                                          |                                          |
| Eric JACQUOT                             | Juillet 2015                             | Juillet 2021                             |                                          |
| Henri LEME                               | Juillet 2009                             | Juillet 2015                             |                                          |
| Guenhaël LE HUEC                         | Septembre 2008                           | Juin 2009                                |                                          |
| Pascal FORET                             | Septembre 2006                           | Septembre 2008                           |                                          |
| Alain CHARLES                            | Septembre 1991                           | Septembre 2006                           |                                          |
| Émile BOURDIN                            | Septembre 1980                           | Septembre 1991                           |                                          |
| Frère Pierre ROZE                        | Septembre 1978                           | Septembre 1980                           |                                          |
| Émile BOURDIN                            | Septembre 1975                           | Septembre 1978                           |                                          |
| Frère Jean FAVRAIS                       | Septembre 1974                           | Septembre 1975                           |                                          |
| Frère Martin FALTYN                      | Septembre 1971                           | Septembre 1974                           |                                          |
| Frère Roger LECLERC                      | Septembre 1967                           | Septembre 1971                           |                                          |
| Frère Pierre LEGENDRE                    | Septembre 1963                           | Septembre 1967                           |                                          |
| Frère Robert BLANCHARD                   | Septembre 1961                           | Septembre 1963                           |                                          |
| Frère Constant CRESPIN                   | Septembre 1960                           | Septembre 1961                           |                                          |
| Frère Jean TRICAULT                      | Septembre 1958                           | Septembre 1960                           |                                          |